# Stephen Leigh

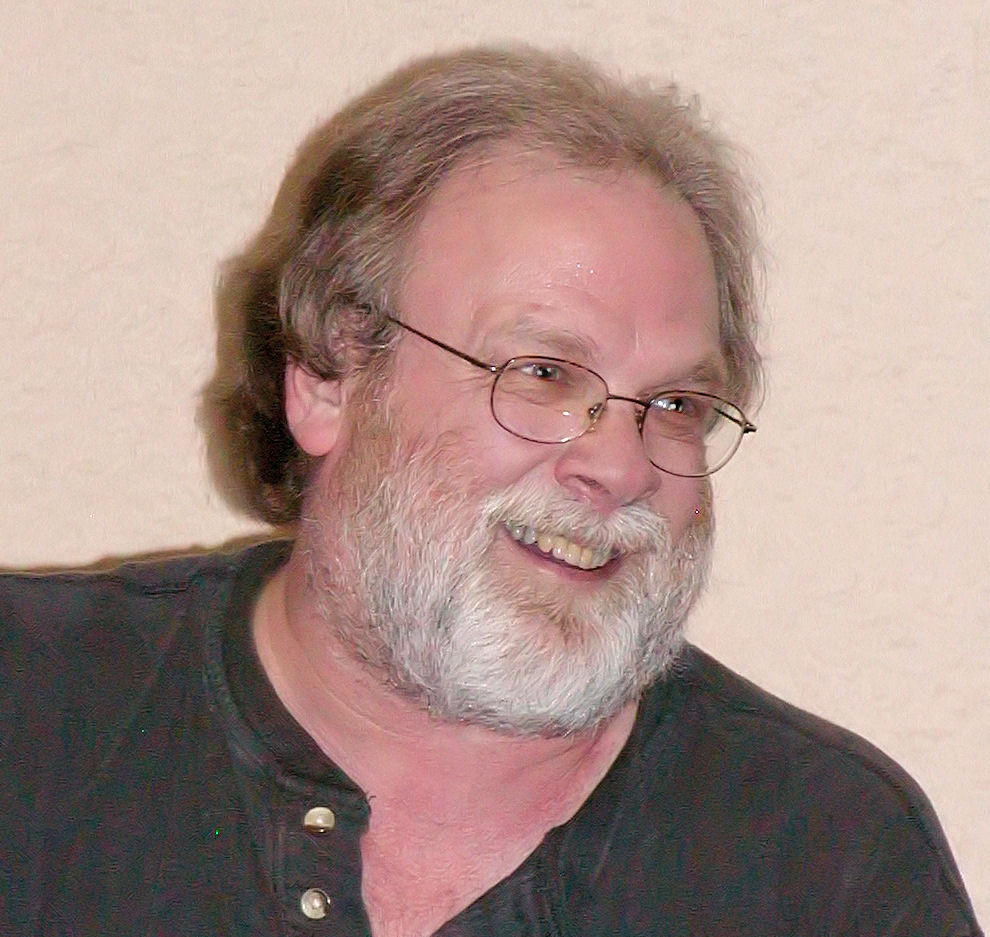
Stephen Leigh în 2008

Stephen W. Leigh (n. 1951) este un scriitor american de science fiction și fantasy, artist și muzician. Locuiețte în Cincinnati, Ohio.

## Lucrări
- Slow Fall to Dawn (Bantam Books, 1981)
- Dance of the Hag (Bantam Books, 1983)
- A Quiet of Stone (Bantam Books, 1984)
- The Bones of God (Avon Books, 1986)
- The Crystal Memory (Avon Books, 1987)
- The Secret of the Lona (Dr. Bones #1) (Ace Books, 1988)
- Changeling: Robots & Aliens #1 (Ace Books, 1989) în Isaac Asimov's Robot City
- The Abraxas Marvel Circus (Roc Books, 1990)
- Alien Tongue  (Bantam Books, 1991)
- Dinosaur World (AvonNova, 1992)
- Dinosaur Planet (AvonNova, 1993)
- Dinosaur Samurai (cu John J. Miller) (AvonNova, 1993)
- Dinosaur Warriors (AvonNova, 1994)
- Dinosaur Empire (cu John J. Miller) (AvonNova, 1995)
- Dinosaur Conquest (AvonNova, 1995)
- Dark Water's Embrace (Eos Books, 1998)
- Speaking Stones (Eos Books, 1999)
- Thunder Rift (written as Matthew Farrell) (Eos Books, 2001)
- Holder of Lightning (written as S. L. Farrell) (DAW Books, 2003)
- Mage of Clouds (written as S. L. Farrell) (DAW Books, 2004)
- Heir of Stone (written as S. L. Farrell) (DAW Books, 2005)
- A Magic of Twilight (written as S. L. Farrell) (DAW Books, 2008)
- A Magic of Nightfall (written as S. L. Farrell) (DAW Books, 2009)
- A Magic of Dawn (written as S. L. Farrell) (DAW Books, 2010)
- The Woods" (ebook, April 2011)
- In Darkness Waiting (povestire). (prima oară publicată în Asimov's Science Fiction)